# Alex Curran
Alex Curran, född 23 september 1982 i Aintree, Liverpool i England, är en engelsk fotomodell och krönikör.

## Biografi
Curran är gift med den engelske fotbollsspelaren Steven Gerrard, som hon har fyra barn tillsammans med.